# Ludwig Goiginger
Ludwig Goiginger (Verona, 11. kolovoza 1863. – Neustift, 28. kolovoza 1931.) je bio austrougarski general i vojni zapovjednik. Tijekom Prvog svjetskog rata zapovijedao je 32., 73. i 60. divizijom, te XXIV. i XVIII. korpusom na Istočnom, Rumunjskom i Talijanskom bojištu. 

## Vojna karijera
Ludwig Goiginger rođen je 11. kolovoza 1863. u Veroni. Nakon završetka srednje škole u Salzburgu, pohađa inženjerijsku vojnu školu u Beču. Po završetku iste, od 1884. godine s činom poručnika služi u 2. inženjerijskoj pukovniji. Od 1888. pohađa Vojnu akademiju u Beču, te nakon okončanja vojne akademije služi u Glavnom stožeru, te potom u raznim vojnim jedinicama. U prosincu 1906. promaknut je u čin pukovnika, te je upućen na službu u vojnu misiju pri Osmanskom Carstvu u Skopju u sklopu koje sudjeluje u organizaciji osmanske žandarmerije i suzbijanju gerilskih aktivnosti u Makedoniji. U ožujku 1910. postaje načelnikom stožera VII. korpusa, dok je svibnju 1912. unaprijeđen u čin general bojnika, kada dobiva zapovjedništvo i nad novoformiranom 122. pješačkom brigadom. 

## Prvi svjetski rat
Na početku Prvog svjetskog rata 122. pješačka brigada preimenovana je u 122. landversku brigadu, te se na Istočnom bojištu nalazila u sastavu 44. landverske pješačke divizije. Goiginger međutim, ubrzo nakon početka ratnih djelovanja u rujnu 1914. postaje zapovjednikom 32. pješačke divizije koja se nalazila u sastavu 2. armije kojom je zapovijedao Eduard von Böhm-Ermolli. S navedenom divizijom od listopada i tijekom zime sudjeluje u Karpatskim ofenzivama. Od ožujka 1915. kratko zapovijeda 44. landverskom divizijom i to do lipnja kada nakon ulaska Italije u rat na strani Antante preuzima na Talijanskom bojištu zapovjedništvo nad divizijom Pustertal na tirolskom dijelu ratišta. U međuvremenu je, u svibnju 1915. promaknut u čin podmaršala.
U listopadu 1916. imenovan je zapovjednikom 73. pješačke divizije. Navedena divizija nalazila se na Rumunjskom bojištu u sastavu 9. armije, te s istom Goiginger sudjeluje u invaziji na Rumunjsku. Nakon poraza Rumunjske sa 73. pješačkom divizijom ponovno je premješten na tirolski dio Talijanskog bojišta i to u sastav Jugozapadnog fronta. Ubrzo je međutim, divizija premještena na sočanski dio ratišta gdje sudjeluje u borbama oko Monte San Gabrielea za što je i odlikovan. Prije početka Kobaridske ofenzive dodijeljeno mu je zapovjedništvo nad novoformiranom 60. pješačkom divizijom koja je nastala na temelju jedinica 73. divizije kojom je do tada zapovijedao. Ubrzo potom postaje zapovjednikom Korpusa Goiginger, da bi u ožujku 1918. preuzeo zapovjedništvo XXIV. korpusa. Zapovijedajući navedenim korpusom istaknuo se u Bitci na Piavi u kojoj su jedinice pod njegovim zapovjedništvom zauzele Montello, za što je odlikovan ordenom vojnog reda Marije Terezije.
U srpnju 1918. postaje zapovjednikom XVIII. korpusa s kojim je upućen na Zapadno bojište. Sa XVIII. korpusom u sastavu Grupe armija Gallwitz sudjeluje u završnim borbama Prvog svjetskog rata.

## Poslije rata
Nakon završetka rata Goiginger je s 1. siječnjem 1919. umirovljen. Živio je u okolici Graza, te je preminuo 28. kolovoza 1931. godine u 68. godini života u Neustiftu. 

## Vanjske poveznice
(eng.) Ludwig Goiginger na stranici Austro-Hungarian-Army.co.uk 

(eng.) Ludwig Goiginger na stranici Oocities.org

(njem.) Ludwig Goiginger na stranici Weltkriege.at